# Élections législatives fédérales belges de 2010

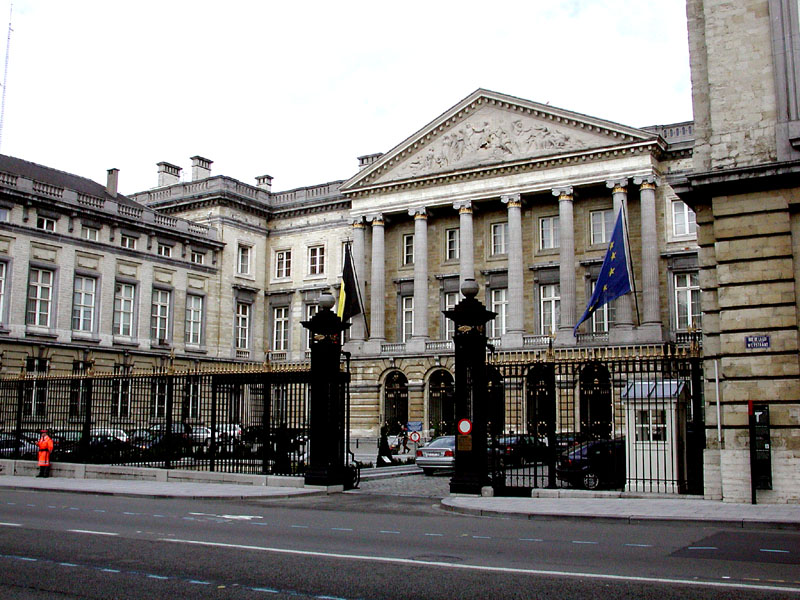
Le Palais de la Nation, siège du Parlement fédéral belge, à Bruxelles.

Les élections législatives fédérales belges anticipées se sont déroulées le dimanche 13 juin 2010. À la suite d'une absence de consensus dans le dossier Bruxelles-Hal-Vilvorde, le parti libéral flamand Open VLD annonce son intention de quitter le gouvernement le 22 avril 2010, le Premier ministre belge Yves Leterme (CD&V) donne immédiatement sa démission au roi Albert II qui l'accepte quatre jours plus tard. Le Premier ministre sortant, Yves Leterme, se met en retrait et laisse le devant de son parti à sa présidente, Marianne Thyssen.
Les électeurs sont amenés à élire les nouveaux membres de la Chambre des représentants et du Sénat. Les précédentes élections législatives ont eu lieu le 10 juin 2007.
De nombreux bourgmestres des communes d’Halle-Vilvorde, majoritairement membres du CD&V, avaient annoncé qu'ils allaient boycotter les élections. Finalement, le gouverneur du Brabant flamand a dû prendre en charge l'organisation des élections dans 17 des 35 communes de l'arrondissement électoral.
À l'issue du scrutin, la Belgique se trouve plongée dans la plus longue crise politique de son histoire, due à la difficulté de former un gouvernement.

## Principales formations et têtes de liste
Les listes pour la Chambre sont dressées par province, à l'exception du Brabant flamand et de la région de Bruxelles-Capitale qui sont divisés en deux arrondissements électoraux, Louvain et Bruxelles-Hal-Vilvorde (BHV). Les listes pour le sénat sont introduites sur base linguistiques. Les cinq provinces Wallonnes et l'arrondissement électoral Bruxelles-Hal-Vilvorde pour les francophones, quatre des provinces flamandes, Louvain et Bruxelles-Hal-Vilvorde pour les néerlandophones.

### Partis francophones
| Parti | Parti     | Sénat            | Liège                     | Hainaut                      | Luxembourg         | Namur                          | Brabant wallon    | Bruxelles-Hal-Vilvorde |
| ----- | --------- | ---------------- | ------------------------- | ---------------------------- | ------------------ | ------------------------------ | ----------------- | ---------------------- |
|       | PS        | Paul Magnette    | Alain Mathot              | Elio Di Rupo                 | Philippe Courard   | Jean-Marc Delizée              | André Flahaut     | Laurette Onkelinx      |
|       | MR        | Armand De Decker | Didier Reynders           | Olivier Chastel              | Philippe Collard   | Sabine Laruelle                | Charles Michel    | Olivier Maingain       |
|       | cdH       | Francis Delpérée | Melchior Wathelet         | Catherine Fonck              | Benoît Lutgen      | Maxime Prévot                  | Sylvie Roberti    | Joëlle Milquet         |
|       | Ecolo     | Jacky Morael     | Muriel Gerkens            | Juliette Boulet              | Cécile Thibaut     | Georges Gilkinet               | Thérèse Snoy      | Olivier Deleuze        |
|       | PP        | Rudy Aernoudt    | Philippe Chansay-Wilmotte | Jean Zarzecki                | Didier Vanderbiest | Robert Wauthy                  | Laurent Louis     | Mischaël Modrikamen    |
|       | FN        | -                | -                         | Patrick Cocriamont           | -                  | Pierre-Paul Mennicken          | -                 | Florence Matagne       |
|       | FdG       | Robert Tangre    | Pierre Eyben              | Céline Caudron               | Nicole Cahen       | Annick Letecheur               | Laurent Balthazar | Anja Deschoemacker     |
|       | RWF       | René Swennen     | Pierre-René Mélon         | Nathalie Tramasure-Tollebeck | Guy Denis          | Paul-Henry Gendebien           | Laurent Brogniet  | Philippe Lenaerts      |
|       | PTB/PVDA  | Marco Van Hees   | Raoul Hedebouw            | Germain Mugemangango         | Myriam Dulieu      | Thierry Warmoes                | Maxence Staquet   | Riet Dhont             |
|       | Belg unie | -                | Nicolas Jacquemin         | -                            | Gérard Poncelet    | Marie-Claude de Witte-Grimaldi | Dominique Bastin  | Hans Van de Cauter     |
|       | Vivant    | Robert Martiny   | Michael Balter            | -                            | -                  | -                              | -                 | -                      |
|       | MSplus    | Francis Biesmans | Michel Lizin              | Robin Gaspard                | Olivier Califano   | -                              | -                 | -                      |
|       | WDA       | Francis Detraux  | Jacqueline Merveille      | Juan Lemmens                 | Pascal Ligot       | Roland Pinnoy                  | Evelyne Clooten   | Kabasele Katenda       |
|       | W+        | -                | Jean-Claude Matrige       | André Libert                 | -                  | Arnaud Pirotte                 | François Lemaire  | -                      |

### Partis néerlandophones
| Parti | Parti    | Sénat               | Flandre-Occidentale      | Flandre-Orientale   | Anvers             | Limbourg        | Louvain          | Bruxelles-Hal-Vilvorde |
| ----- | -------- | ------------------- | ------------------------ | ------------------- | ------------------ | --------------- | ---------------- | ---------------------- |
|       | CD&V     | Marianne Thyssen    | Yves Leterme             | Pieter De Crem      | Inge Vervotte      | Raf Terwingen   | Carl Devlies     | Steven Vanackere       |
|       | Open VLD | Alexander De Croo   | Vincent Van Quickenborne | Mathias De Clercq   | Annemie Turtelboom | Patrick Dewael  | Gwendolyn Rutten | Guy Vanhengel          |
|       | sp.a     | Johan Vande Lanotte | Renaat Landuyt           | Dirk Van der Maelen | Caroline Gennez    | Ingrid Lieten   | Bruno Tobback    | Hans Bonte             |
|       | N-VA     | Bart De Wever       | Geert Bourgeois          | Siegfried Bracke    | Jan Jambon         | Frieda Brepoels | Theo Francken    | Ben Weyts              |
|       | VB       | Filip Dewinter      | Peter Logghe             | Guy D'haeseleer     | Gerolf Annemans    | Bert Schoofs    | Hagen Goyvaerts  | Filip De Man           |
|       | Groen    | Freya Piryns        | Wouter De Vriendt        | Stefaan Van Hecke   | Meyrem Almaci      | Toon Hermans    | Eva Brems        | Tinne Van der Straeten |
|       | LDD      | Anne De Baetzelier  | Jean-Marie Dedecker      | Rudi De Kerpel      | Rob Van de Velde   | Lode Vereeck    | Stef Goris       | Piet Deslé             |
|       | PTB/PVDA | Tine Van Rompuy     | Filip Desmet             | Tom De Meester      | Peter Mertens      | Staf Nimmegeers | Wout Lootens     | Riet Dhont             |
|       | LSP      | Bart Vandersteene   | Jonas Van Vossole        | Jo Coulier          | Micha Teller       | -               | Jon Sneyers      | Anja Deschoemacker     |

## Résultats

### Résultats à la Chambre des représentants
|                        |                                                 |           |       |      |        |               |  |
| Parti                  | Parti                                           | Voix      | %     | +/-  | Sièges | +/-           |  |
|                        | Nieuw-Vlaamse Alliantie (N-VA)                  | 1 135 617 | 17,40 | N/A  | 27     | 20            |  |
|                        | Parti socialiste (PS)                           | 894 543   | 13,70 | 2,84 | 26     | 6             |  |
|                        | Christen-Democratisch en Vlaams (CD&V)          | 707 986   | 10,85 | N/A  | 17     | 6             |  |
|                        | Mouvement réformateur (MR)                      | 605 617   | 9,28  | 3,24 | 18     | 5             |  |
|                        | Socialistische Partij Anders (sp.a)             | 602 867   | 9,24  | 1,04 | 13     | 1             |  |
|                        | Open Vlaamse Liberalen en Democraten (Open VLD) | 563 873   | 8,64  | 3,19 | 13     | 5             |  |
|                        | Vlaams Belang (VB)                              | 506 697   | 7,76  | 4,23 | 12     | 5             |  |
|                        | Centre démocrate humaniste (cdH)                | 360 441   | 5,52  | 0,54 | 9      | 1             |  |
|                        | Ecolo                                           | 313 047   | 4,80  | 0,30 | 8      | en stagnation |  |
|                        | Groen                                           | 285 989   | 4,38  | 0,40 | 5      | 1             |  |
|                        | Lijst Dedecker (LDD)                            | 150 577   | 2,31  | 1,72 | 1      | 4             |  |
|                        | Parti du travail de Belgique (PTB/PVDA)         | 91 775    | 1,41  | 0,62 | 0      | en stagnation |  |
|                        | Parti populaire (PP)                            | 84 005    | 1,29  | Nv.  | 1      | 1             |  |
|                        | Wallonie d'abord (WDA)                          | 36 642    | 0,56  | Nv.  | 0      | en stagnation |  |
|                        | Rassemblement Wallonie France (RWF)             | 35 743    | 0,55  | 0,16 | 0      | en stagnation |  |
|                        | Front national (FN)                             | 33 591    | 0,51  | 1,46 | 0      | 1             |  |
|                        | Front des gauches (FdG)                         | 20 734    | 0,32  | 0,03 | 0      | en stagnation |  |
|                        | Belgische Unie - Union belge (BUB)              | 20 665    | 0,32  | 0,19 | 0      | en stagnation |  |
|                        | Autres                                          | 76 958    | 1,18  | -    | 0      | -             |  |
|                        |                                                 |           |       |      |        |               |  |
| Suffrages exprimés     | Suffrages exprimés                              | 6 527 367 | 94,19 |      |        |               |  |
| Votes blancs et nuls   | Votes blancs et nuls                            | 402 488   | 5,81  |      |        |               |  |
| Total                  | Total                                           | 6 929 855 | 100   | -    | 150    | en stagnation |  |
| Abstention             | Abstention                                      | 837 697   | 10,78 |      |        |               |  |
| Inscrits/Participation | Inscrits/Participation                          | 7 767 552 | 89,22 |      |        |               |  |

#### Résumé par famille politique
|                     |                        |              |       |      |        |               |  |  |  |  |  |  |  |  |
| Familles politiques | Familles politiques    | Partis       | %     | +/-  | Sièges | +/-           |  |  |  |  |  |  |  |  |
|                     | Socialistes            | PS, sp.a     | 22,94 | 1,82 | 39     | 5             |  |  |  |  |  |  |  |  |
|                     | Libéraux               | MR, Open VLD | 17,92 | 6,43 | 31     | 10            |  |  |  |  |  |  |  |  |
|                     | Nationalistes flamands | N-VA         | 17,40 | N/A  | 27     | 20            |  |  |  |  |  |  |  |  |
|                     | Chrétiens-démocrates   | CD&V, cdH    | 16,37 | 8,20 | 26     | 7             |  |  |  |  |  |  |  |  |
|                     | Extrême droite         | VB, PP, FN   | 9,56  | 4,40 | 13     | 5             |  |  |  |  |  |  |  |  |
|                     | Écologistes            | Ecolo, Groen | 9,18  | 0,10 | 13     | 1             |  |  |  |  |  |  |  |  |
|                     | Droite flamande        | LDD          | 2,31  | 1,72 | 1      | 4             |  |  |  |  |  |  |  |  |
|                     | Extrême gauche         | PTB/PVDA     | 1,41  | 0,62 | 0      | en stagnation |  |  |  |  |  |  |  |  |
|                     | Autres                 | Autres       | 3,42  | -    | 0      | -             |  |  |  |  |  |  |  |  |
| Total               | Total                  | Total        | 100   | -    | 150    | -             |  |  |  |  |  |  |  |  |

#### Détaillé

##### Bruxelles-Hal-Vilvorde
| Parti                  | Parti                  | Voix      | %     | +/-  | Sièges | +/-           |
| ---------------------- | ---------------------- | --------- | ----- | ---- | ------ | ------------- |
|                        | MR                     | 159 912   | 19,17 | 3,56 | 5      | 1             |
|                        | PS                     | 139 660   | 16,74 | 3,00 | 4      | 1             |
|                        | N-VA                   | 101 991   | 12,23 | N/A  | 3      | 3             |
|                        | cdH                    | 67 324    | 8,07  | 1,28 | 2      | en stagnation |
|                        | Ecolo                  | 66 681    | 7,99  | 1,12 | 2      | en stagnation |
|                        | Open VLD               | 59 840    | 7,17  | 1,90 | 2      | en stagnation |
|                        | CD&V                   | 57 902    | 6,94  | N/A  | 2      | 1             |
|                        | VB                     | 41 917    | 5,03  | 4,50 | 1      | 1             |
|                        | sp.a                   | 38 689    | 4,64  | 0,13 | 1      | en stagnation |
|                        | Groen                  | 25 186    | 3,02  | 0,29 | 0      | 1             |
|                        | PP                     | 21 143    | 2,53  | Nv.  | 0      | en stagnation |
|                        | LDD                    | 9 442     | 1,13  | 0,76 | 0      | en stagnation |
|                        | PTB/PVDA               | 9 313     | 1,12  | 0,71 | 0      | en stagnation |
|                        | Autres                 | 33 126    | 3,97  | -    | 0      | -             |
|                        |                        |           |       |      |        |               |
| Suffrages exprimés     | Suffrages exprimés     | 834 106   | 95,75 |      |        |               |
| Votes blancs et nuls   | Votes blancs et nuls   | 37 049    | 4,25  |      |        |               |
| Total                  | Total                  | 871 155   | 100   | -    | 22     | en stagnation |
| Abstentions            | Abstentions            | 144 910   | 14,26 |      |        |               |
| Inscrits/Participation | Inscrits/Participation | 1 016 065 | 85,74 |      |        |               |

### Résultats au Sénat
|                        |                                                 |           |       |       |              |               |        |
| Parti                  | Parti                                           | Voix      | %     | +/-   | Élus directs | +/-           | Sièges |
|                        | Nieuw-Vlaamse Alliantie (N-VA)                  | 1 268 780 | 19,61 | N/A   | 9            | 8             | 14     |
|                        | Parti socialiste (PS)                           | 880 828   | 13,62 | 3,38  | 7            | 3             | 13     |
|                        | Christen-Democratisch en Vlaams (CD&V)          | 646 375   | 9,99  | N/A   | 4            | 4             | 7      |
|                        | Socialistische Partij Anders (sp.a)             | 613 079   | 9,48  | 0,56  | 4            | en stagnation | 7      |
|                        | Mouvement réformateur (MR)                      | 599 618   | 9,27  | 3,04  | 4            | 2             | 8      |
|                        | Open Vlaamse Liberalen en Democraten (Open VLD) | 533 124   | 8,24  | 11,18 | 4            | 1             | 6      |
|                        | Vlaams Belang (VB)                              | 491 547   | 7,60  | 4,29  | 3            | 2             | 5      |
|                        | Ecolo                                           | 353 111   | 5,46  | 0,36  | 2            | en stagnation | 5      |
|                        | Centre démocrate humaniste (cdH)                | 331 870   | 5,13  | 0,77  | 2            | en stagnation | 4      |
|                        | Groen                                           | 251 546   | 3,89  | 0,25  | 1            | en stagnation | 2      |
|                        | Lijst Dedecker (LDD)                            | 130 779   | 2,02  | 1,36  | 0            | 1             | 0      |
|                        | Parti du travail de Belgique (PTB/PVDA)         | 105 060   | 1,62  | 0,80  | 0            | en stagnation | 0      |
|                        | Parti populaire (PP)                            | 98 858    | 1,53  | Nv.   | 0            | en stagnation | 0      |
|                        | Wallonie d'abord (WDA)                          | 62 251    | 0,96  | Nv.   | 0            | en stagnation | 0      |
|                        | Rassemblement Wallonie France (RWF)             | 40 393    | 0,62  | 0,14  | 0            | en stagnation | 0      |
|                        | Front des gauches (FdG)                         | 28 346    | 0,44  | 0,14  | 0            | en stagnation | 0      |
|                        | Vivant                                          | 15 462    | 0,24  | Abs.  | 0            | en stagnation | 0      |
|                        | Autres                                          | 18 076    | 0,28  | -     | 0            | 1             | 0      |
|                        |                                                 |           |       |       |              |               |        |
| Suffrages exprimés     | Suffrages exprimés                              | 6 469 103 | 93,36 |       |              |               |        |
| Votes blancs et nuls   | Votes blancs et nuls                            | 460 375   | 6,64  |       |              |               |        |
| Total                  | Total                                           | 6 929 478 | 100   | -     | 40           | en stagnation | 71     |
| Abstention             | Abstention                                      | 838 074   | 10,79 |       |              |               |        |
| Inscrits/Participation | Inscrits/Participation                          | 7 767 552 | 89,21 |       |              |               |        |

## Numéros de liste nationaux
À la suite du tirage du 12 mai 2010. Les partis suivants avaient déjà des représentants élus avant les élections, et proposent des listes au Sénat ainsi qu'à la Chambre, dans tous les arrondissements de leur langue respective.
1. VB
2. Vivant
3. LDD
4. Open VLD
5. PS
6. MR
7. FN
8. cdH
9. CD&V
10. sp.a
11. N-VA
12. Ecolo
13. Groen

### Partis non représentés au Parlement
Tirage au sort complémentaire des numéros nationaux de partis non représentés au Parlement :
- 14 RWF : Listes au Sénat (collège francophone) et à la Chambre (tous les arrondissements francophones et BHV)
- 15 LSP : Listes au Sénat (collège flamand) et à la Chambre (arrondissements d'Anvers, Flandre Occidentale, Flandre Orientale, Louvain)
- 16 PTB+ : Listes au Sénat (collège francophone) et à la Chambre (tous les arrondissements francophones et BHV)
- 17 CAP : Liste au Sénat (collège flamand)
- 18 FdG : Listes au Sénat (collège francophone) et à la Chambre (tous les arrondissements francophones et BHV)
- 19 PVDA Listes au Sénat (collège flamand) et à la Chambre (tous les arrondissements unilingues néerlandophones[8])
- 20 MSplus : Listes au Sénat (collège francophone) et à la Chambre (arrondissements du Hainaut, Liège, Luxembourg, Namur et BHV)
- 22 PP : Listes au Sénat (collège francophone) et à la Chambre (tous les arrondissements francophones et BHV)
- 24 WDA : Listes au Sénat (collège francophone) et à la Chambre (tous les arrondissements francophones et BHV)
- 25 Liste N : Liste à la Chambre (Brabant Wallon)[9]
- 25 Pro Bruxsel : Liste à la Chambre (BHV)
- 25 Respect : Liste à la Chambre (Flandre Orientale)
- 25 V.I.T.A.L. : Liste à la Chambre (Flandre Occidentale)
- 25 Vrijheid : Liste à la Chambre (Louvain)
- 26 FN+ : Liste à la Chambre (Hainaut)
- 27 Égalité : Liste à la Chambre (BHV)
- 27 Parti des Pensionnés : Liste à la Chambre (Liège)
- 28 MP Éducation : Liste à la Chambre (Liège)
- 28 Pirate Party : Liste à la Chambre (BHV)

Et certains partis possèdent plusieurs numéros en fonction des arrondissements :
- BUB : Listes à la Chambre (Brabant Wallon, liste 26 ; Liège, liste 26 ; Namur, liste 25 ; BHV, liste 26)
- W+ : Listes à la Chambre (Brabant Wallon, liste 27, Hainaut, liste 25 ; Namur, liste 26 ; Liège, liste 25)